# Claude Debussy
Achille-Claude Debussy, noto semplicemente come Claude Debussy (Saint-Germain-en-Laye, 22 agosto 1862 – Parigi, 25 marzo 1918), è stato un compositore e pianista francese.
È considerato uno dei più importanti compositori francesi di sempre, nonché uno dei massimi protagonisti del simbolismo musicale.
Nella sua musica confluirono le tematiche della scuola francese da Gounod a Fauré, la ricerca pianistica di Chopin, la scoperta di inconsuete armonie orientali e, inizialmente, le innovazioni verso una nuova armonia di Wagner. Figura a sé stante rispetto ai suoi colleghi musicisti, con cui non sempre ebbe relazioni facili, si trovò più a suo agio con poeti e pittori. Nei salotti letterari si avvicinò a quel clima estremamente raffinato nato dalle poesie di Charles Baudelaire e poi di Verlaine e Mallarmé. La sua sensibilità era capace di cogliere quelle sfumature e quei riflessi impalpabili che all'epoca lo portarono ad essere accostato alla pittura impressionista, tantoché Debussy viene tuttora visto, da buona parte della storiografia musicale, fra cui Massimo Mila, come uno dei principali esponenti dell'impressionismo musicale; lo stesso compositore negò tali influenze nella sua musica, nonché l'appartenenza a tale movimento artistico. Più significative furono invece le influenze simboliste, legate alle sue predilezioni letterarie e alle frequentazioni di vari salotti, fra di tutti il più importante quello di Mallarmé, e alcune suggestioni provenienti dall'ultima produzione wagneriana. 
Il cammino per trovare un suo linguaggio autentico fu lungo e laborioso. Dopo aver composto brani significativi come il Prélude à l'après-midi d'un faune e la Suite bergamasque, raggiunse il suo primo vero successo a quarant'anni con l'opera Pelléas et Mélisande. Con La Mer elaborò un vero rinnovamento dello stile sinfonico; egli però predilesse sempre il pianoforte per le sue composizioni lasciando opere come Images, Children's Corner  e i 24 Préludes.
Nella sua opera si trovano costantemente aspetti per lui irrinunciabili: la bellezza, un'espressione fondata su un grande equilibrio ed esattezza, e una costruzione compositiva solida, elementi che si ritroveranno nella futura musica del Novecento.

## Biografia

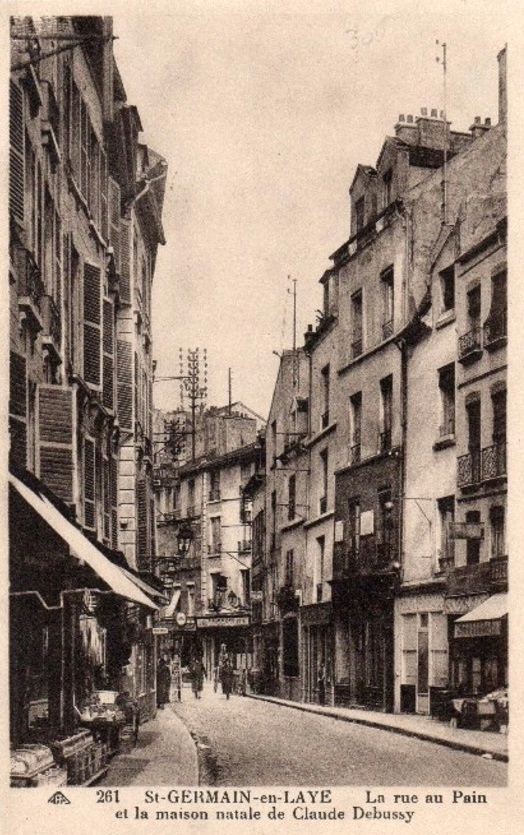
Casa natale di Claude Debussy a Saint-Germain-en-Laye (38, rue au Pain).

### I primi anni: nascita, formazione ed esordi
Nato in una famiglia di modeste condizioni di commercianti di porcellane, Debussy ebbe le prime nozioni di musica da Antoinette Mauté de Fleurville, suocera del poeta Paul Verlaine, discreta pianista, che gli diede gratuitamente lezioni; anche se il padre avrebbe voluto che il suo primogenito si arruolasse in Marina, M.me de Fleurville riuscì a convincerlo a farlo studiare musica e si adoperò per farlo entrare al Conservatoire national supérieur de musique et de danse de Paris (1872-1884). Qui il giovane Debussy, superato l'esame di ammissione il 22 ottobre 1872, studiò pianoforte con Antoine Marmontel, composizione con Ernest Guiraud e solfeggio con Albert Lavignac.
Marmontel capì subito le possibilità artistiche del giovane Debussy, anche se non apprezzava le sue eccentricità pianistiche. Nel 1877 Achille-Claude entrò a far parte della classe di armonia di Émile Durand, insegnante molto rigoroso che si scontrò più volte con l'allievo per l'originalità delle sue idee. Nel 1880, grazie al Conservatorio, ottenne l'incarico di pianista accompagnatore presso la baronessa russa Nadežda von Meck, ricca mecenate e buona musicista dilettante, seguendola nei suoi viaggi in Italia. In questo periodo scrisse il suo Trio per pianoforte e archi.
In questo stesso periodo conobbe Henri A. Vasnier, architetto, funzionario statale e appassionato d'arte, che lo prese in simpatia e che gli consigliò di partecipare al Prix de Rome. Tra la fine del 1880 e il 1881 Debussy scrisse alcune liriche per la moglie di Vasnier, Marie, che aveva una bella voce di soprano, con l'intento di entrare nelle sue grazie. In quello stesso anno Debussy iniziò una relazione segreta con Madame Vasnier che durò alcuni anni; Henri Vesnier sospettò solo in seguito che vi fosse un'intesa troppo intima fra sua moglie e il giovane musicista, ma non fece comunque mancare a Debussy il sostegno e l'incoraggiamento. Nel 1882 il giovane compositore partecipò alla prima prova d'esame per il Prix de Rome, ma non riuscì a superarla. L'anno successivo arrivò al secondo posto; nel 1884 finalmente ottenne la desiderata vittoria del prestigioso e ambito premio con la Cantata su L'enfant prodigue di Édouard Guinaud, grazie all'appoggio di Charles Gounod che egli aveva conosciuto precedentemente.

### Villa Medici
Il musicista partì per l'Italia e soggiornò a Roma, a Villa Medici, dove studiò, grazie alla borsa di studio, tra il 1885 e il 1887; qui ebbe modo di conoscere Franz Liszt ed entrò in contatto con la musica di Giovanni Pierluigi da Palestrina e di Orlando di Lasso, della quale rimase subito entusiasta. Il musicista visse a Villa Medici dal 28 gennaio 1885 al 2 marzo 1887, studiando e componendo presso l'Accademia di Francia. Sempre a corto di denaro, Debussy non si faceva scrupolo di chiedere aiuti ad amici e conoscenti, anche al conte Giuseppe Primoli che aveva conosciuto in un salotto solo da pochi giorni a cui fece una richiesta di cinquecento franchi per pagare la cena dopo la vittoria al Prix de Rome. Debussy, durante la sua permanenza nella città, visitò molti luoghi attorno alla capitale; diverse volte si recò a Fiumicino e fu ospite nella villa del conte Primoli, di cui era diventato amico, anche durante l'assenza del proprietario.
La permanenza romana fu comunque un periodo difficile per Debussy, il quale faticò molto a portare a termine gli incarichi compositivi dati dal Conservatorio; la mancanza di ispirazione era da lui attribuita al contesto poco favorevole e deprimente in cui si trovava. Rientrò finalmente a Parigi nel marzo 1887.

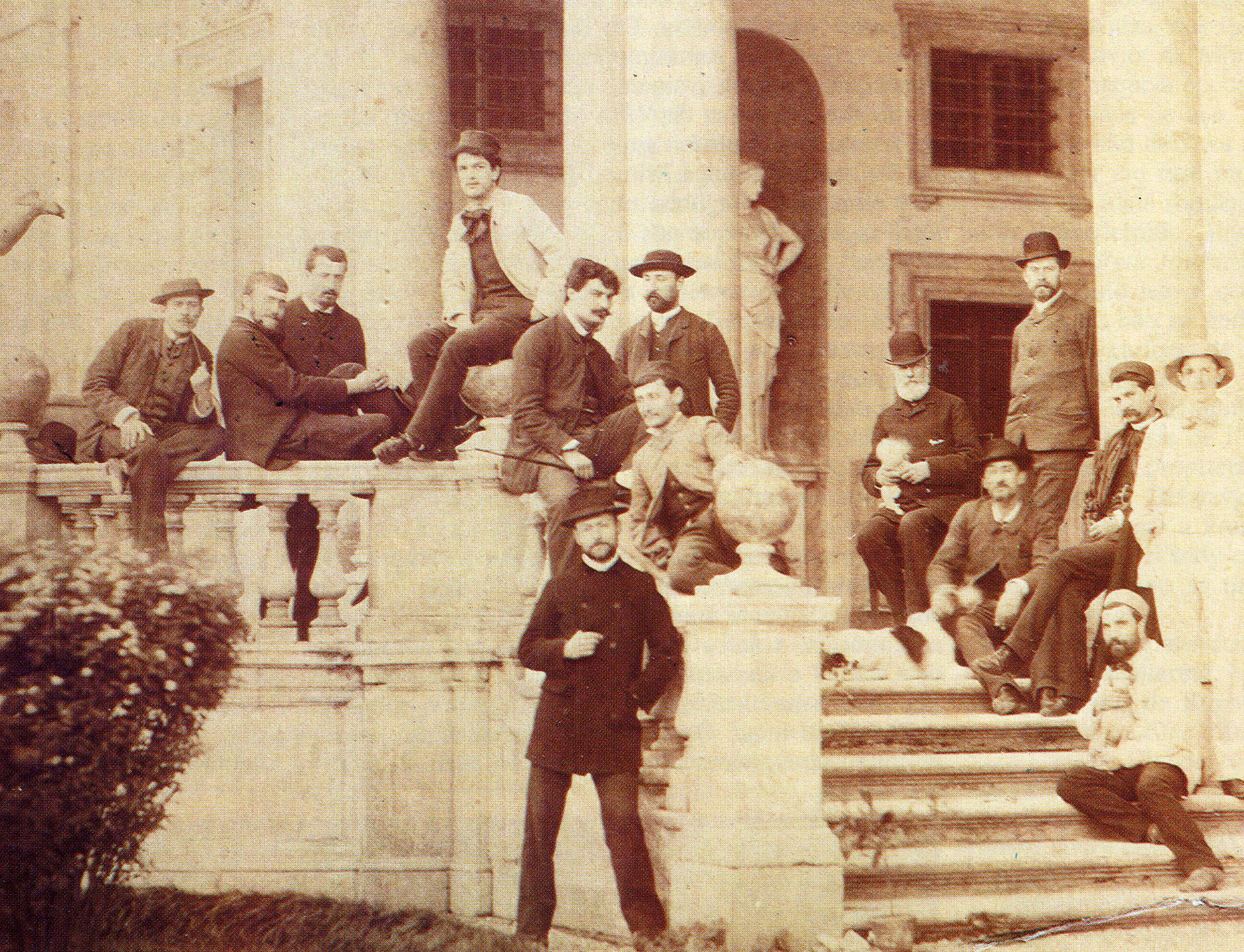
Debussy a Villa Medici a Roma, nel 1885 (al centro, con la giacca bianca).

### Rientro a Parigi
Tornato in patria il musicista si dedicò alla composizione dei Cinq poèmes de Baudelaire per voce e pianoforte. Ritornò ad abitare con i genitori al 27 di rue de Berlin in un appartamento più grande di cui aveva un ingresso personale che gli permetteva di essere indipendente. In uno dei tanti locali che frequentava, Le Chat noir, cabaret nei pressi di Pigalle, conobbe Erik Satie che lì lavorava come pianista e che divenne suo buon amico per tutta la vita. Un suo grande desiderio era sempre stato quello di ascoltare la musica di Wagner e poiché fino ad allora nessuna sua opera era ancora stata rappresentata sulle scene parigine, nel 1888, grazie all'aiuto finanziario dell'amico Étienne Dupin, riuscì ad andare a Bayreuth, dove conobbe le opere wagneriane nel loro tempio più sacro: ebbe modo di assistere al Parsifal e a I maestri cantori di Norimberga; probabilmente il suo stile di compositore venne ad affinarsi proprio all'ascolto della musica di Wagner.
Debussy però non era ancora totalmente libero dagli impegni de Prix de Rome; alla fine dell'anno riuscì finalmente a terminare il suo terzo "invio", La Damoiselle élue per voci femminili, coro e orchestra, opera che venne apprezzata dall'Institut. Nel frattempo passava molto del suo tempo libero nei caffè frequentati da artisti e letterati dove affinò la sua formazione intellettuale e conobbe, fra gli altri, Paul Dukas e Ernest Chausson. Il locale privilegiato era Chez Pusset dove gente di teatro, pittori e musicisti discutevano fino a tarda notte e di cui Debussy divenne un habitué.
Il 6 maggio 1889 si aprì a Parigi l'Esposizione universale dove il compositore fece 
la conoscenza dell'arte orientale; rimase colpito dal teatro annamita che utilizzava strumenti inconsueti, ma soprattutto lo affascinarono le musiche orientali, in particolare il Gamelan giavanese che influenzerà in modo significativo la sua opera; Debussy rimase fortemente impressionato da questa nuova musica, dalla sua polifonia e dagli inusuali arabeschi, tutti aspetti che si rifletteranno già nella sua Fantaisie composta proprio in quel periodo.
L'influenza di Wagner, e soprattutto del Parsifal, è evidente nel poema lirico La Damoiselle élue, scritto fra il 1887 e il 1888, e nei Cinq poèmes de Baudelaire, terminati nel 1889, mentre altri suoi brani dello stesso periodo, in particolar modo l'impostazione delle arie scritte sul testo di poesie dell'amico Verlaine (Ariettes oubliées, Trois mélodies, Fêtes galantes), sono in uno stile più volubile, come sarà poi nel Quartetto per archi in Sol minore del 1893, influenzato dalla musica di Franck; in tale opera non solo è presente l'utilizzo del modo frigio, ma anche quello di altri modi meno consueti, in particolare il modo esatonale, per creare un'armonia oscillante, come nel Prélude à l'après-midi d'un faune per orchestra, ispirato dal poema di Mallarmé, utilizzato poi per il balletto omonimo di Nižinskij, e l'opera Pelléas et Mélisande, scritta in larga misura intorno al 1893-1895 sebbene non completata fino al 1902. Queste opere portarono una fluidità nel ritmo e un colore nuovo per la musica occidentale. 
Ai primi di agosto del 1889 si recò nuovamente a Bayreuth per assistere al Tristano e Isotta, opera che conosceva bene sulla carta, ma che non aveva ancora ascoltato in teatro; questo incontro con il Tristano segnò la fine del periodo wagneriano di Debussy.
Il 1890 fu una data importante per il musicista; il suo desiderio di rinnovamento è sottolineato dal cambiamento della grafia della firma e soprattutto dall'abbandono del nome Achille-Claude, che egli non aveva mai amato, preferendo Claude-Achille; due anni dopo passò definitivamente al semplice Claude, con cui sarà conosciuto nel resto della sua carriera e che lo identifica ancora oggi. Lasciò la casa dei genitori decidendo, alla fine dell'anno, di andare ad abitare in casa dell'amico Étienne Dupin; sempre in questi mesi fece la conoscenza di Mallarmé che influenzerà non poco la sua concezione dell'arte e la sua musica. Iniziò in questo periodo la composizione di alcune delle sue opere più importanti, il Prélude à l'après-midi d'un faune e la Suite bergamasque; inoltre iniziò la sua prima vera relazione stabile, con Gabrielle Dupont.

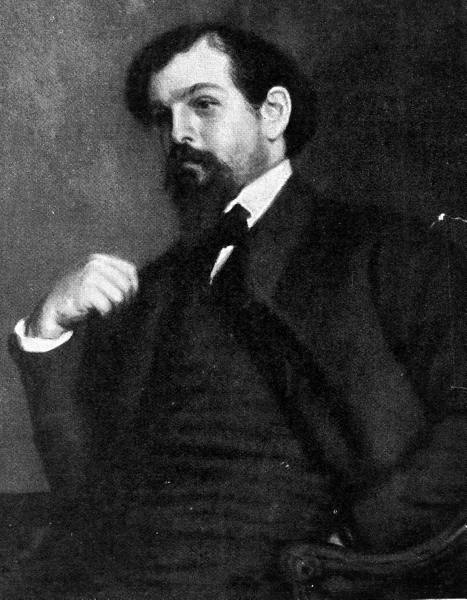
Debussy nel 1909

### La maturità. La vita privata e i capolavori
Debussy ebbe una vita molto movimentata, soprattutto sentimentalmente. Come già accennato, all'età di 18 anni iniziò una storia clandestina con Marie-Blanche Vasnier, moglie del ricco funzionario statale parigino che lo aveva appoggiato e sostenuto nei suoi studi. La relazione durò otto anni ed entrò in crisi in seguito alla vittoria di Debussy al Prix de Rome, il prestigioso concorso prevedeva la permanenza obbligatoria nella capitale italiana per due anni e la lontananza pose fine poco per volta alla relazione. Tornato a Parigi nel 1887, Debussy non ebbe più incontri intimi con Madame Vasnier anche se continuò a frequentare la sua abitazione. Nell'inverno fra il 1889 e il 1890 conobbe una giovane dagli occhi verdi e i capelli rosso-bruni che si chiamava Gabrielle Dupont, figlia di un sarto di Lisieux; a lei il musicista dedicò il primo atto di Rodrigue et Chimène apponendo il nome di lei sulla prima pagina della partitura. Con Gabrielle ebbe una tempestosa relazione durata nove anni, condivise una vita da bohémien e coabitò prima al 42 di rue de Londres, poi al 10 di rue Gustave Doré, nel XVII arrondissement. Nonostante la sua relazione continuasse in maniera apparentemente tranquilla, Debussy si invaghì di Thérèse Roger, cantante che aveva interpretato La damoiselle élue nel 1893, arrivando a fidanzarsi ufficialmente con lei per alcuni mesi, raccontando a tutti che la sua ultima fidanzata se ne era andata.
Debussy aveva intanto impostato la stesura di un'opera lirica, Pelléas et Mélisande, dopo aver assistito a teatro al dramma omonimo di Maurice Maeterlinck; lavorava anche al suo Prélude à l'après-midi d'un faune che fu eseguito in prima assoluta a dicembre 1894 alla presenza di Mallarmé che si dimostrò entusiata della musica. Nell'inverno terminò anche i primi tre brani delle Images per pianoforte e continuò ancora a scrivere e limare il suo Pelléas, chiuso in una stanza da cui usciva di rado. L'opera fu terminata nel 1895, ma Debussy continuò a modificarla e a rifinirla; egli cercò di farla rappresentare alla fine dell'anno, ma per disaccordi con Maeterlinck non se ne fece nulla.
Verso il 1897 la storia con Gaby Dupont entrò in crisi per la perenne mancanza di denaro e soprattutto per le infedeltà del musicista; quando Gabrielle trovò la prova evidente di un suo nuovo tradimento, tentò il suicidio sparandosi un colpo di revolver. L'azione non ebbe conseguenze, ma Debussy, in questa situazione di grande disagio, attraversò nuovamente un periodo di crisi compositiva, iniziò infatti a lavorare con molta difficoltà ai tre Nocturnes per orchestra. 
La storia con Gaby ebbe termine nell'inverno del 1898; Gabrielle era in un certo modo ancora presente nella vita di Debussy quando lui conobbe e si invaghì di un'amica di lei, Rosalie Texier, detta Lily, un'indossatrice di sartoria. Gaby lasciò definitivamente il musicista e intrecciò una nuova relazione con un banchiere. Il compositore sposò Lily nel 1899 con una cerimonia molto semplice a cui non parteciparono neppure i genitori degli sposi. Nonostante Lily fosse una persona innamorata, pratica, diretta e benvoluta da amici e colleghi del marito, Debussy col tempo sviluppò una crescente irritazione nei confronti di sua moglie per via delle sue limitazioni intellettuali e della sua mancanza di sensibilità e cultura musicale.
Nel 1902, tra mille difficoltà, fu finalmente rappresentata Pelléas et Mélisande che fu in gran parte osteggiata dalla critica, ma che riscosse un gran successo di pubblico. Nell'estate del 1903 Debussy soggiornò con la moglie a Bichain in Borgogna dove iniziò la composizione de La mer e terminò le Estampes per pianoforte. Nel 1903 conobbe Emma Bardac grazie a suo figlio Raoul, che era allievo del musicista; Emma era moglie del banchiere Sigismond Bardac e, al contrario di Lily, era una donna istruita, raffinata, brillante nella conversazione, musicista dilettante e anche stimata cantante. Ben presto Debussy si avvicinò ad Emma e dal giugno 1904 divennero amanti. Lily si recò a Bichain da sola, anche se non era ancora a conoscenza della relazione del marito. Il musicista scrisse il pezzo per pianoforte L'isle joyeuse per Emma dopo aver trascorso con lei giornate felici sull'isola di Jersey e abbandonò quindi la Texier. Lily, disperata tentò, come la Dupont, di suicidarsi sparandosi in petto in Place de la Concorde nell'ottobre del 1904; sopravvisse, ma il proiettile le rimase incastrato in una vertebra per il resto della vita.
Debussy dovette subire la riprovazione della società civile dell'epoca e molti suoi amici si allontanarono. Lo scandalo provocato da tale azione costrinse Debussy e la Bardac (già incinta di lui) a recarsi segretamente in Inghilterra  nell'aprile del 1905. La coppia si sistemò nel Grand Hotel di Eastbourne, dove Debussy completò la suite sinfonica La Mer e divorziò da Lily il 2 agosto. A giugno venne finalmente pubblicata la Suite bergamasque con il celebre Claire de lune. Debussy ed Emma tornarono a Parigi a fine settembre, giusto in tempo per la nascita della loro bambina Claude-Emma (l'unica figlia avuta dal compositore) il 30 ottobre. Chiamata affettuosamente Chou-chou, Claude-Emma era la dedicataria del famoso Children's Corner, una raccolta di sei pezzi per pianoforte composta nel 1908, anno in cui i suoi genitori finalmente si sposarono.

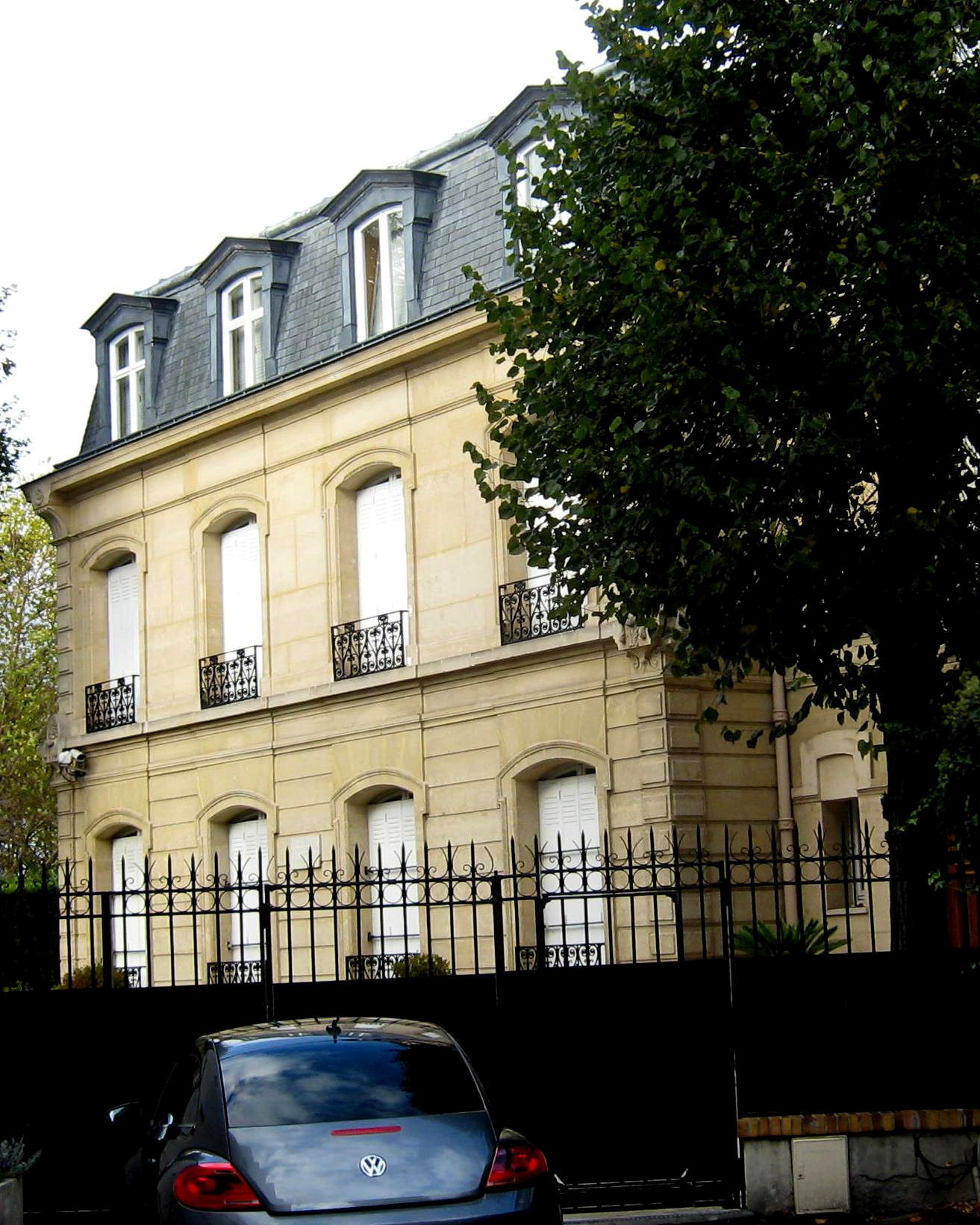
L'ultima abitazione di Debussy a Parigi, oggi in Avenue Foch

### La malattia e gli ultimi anni
Nel febbraio 1909 il musicista avvertì i primi sintomi del tumore che lo avrebbe portato alla fine. Tornò in Inghilterra, ma dovette annullare alcuni concerti già fissati e non si sentì nemmeno di assistere alla rappresentazione del Pelléas et Mélisande al Covent Garden. Nel 1910 morì il padre, Manuel Debussy, e il compositore ne fu sinceramente addolorato, anche se in realtà non avevano mai condiviso molto sull'arte e sulle idee. Nello stesso anno, il musicista scrisse il balletto Khamma e prese accordi, a fine anno, con Gabriele D'Annunzio per la musica di scena de Le martyre de Saint Sébastien. Nel maggio 1912 assistette al balletto sul suo Prélude à l'après-midi d'un faune che creò scandalo e che non piacque all'autore. Successivamente Debussy firmò un contratto con Djagilev per un nuovo balletto, Jeux, che fu rappresentato il 15 maggio 1913 dai Balletti russi. Durante l'estate compose La boîte à joujoux ispirato dalla figlia Chou-chou. Sempre afflitto da problemi economici, Debussy accettò di dirigere concerti in Russia, a Roma, a L'Aja e ad Amsterdam.
Allo scoppio della prima guerra mondiale, dietro pressione della moglie che temeva l'avanzata dei tedeschi, Debussy lasciò Parigi e si trasferì con la famiglia a Angers nella regione della Loira. Nel marzo 1915 il compositore perse la madre, e poco dopo la suocera. Si trasferì poi a Dieppe in Normandia e quindi a Pourville, in una villa messa a disposizione da amici, trascorrendo qui l'ultimo periodo sereno. Al rientro a Parigi la malattia, che si era aggravata, gli provocò molte sofferenze e nel mese di dicembre 1915 il compositore subì un intervento che servì solo a ritardare gli effetti del cancro; venne sottoposto a radioterapia e trattato con morfina per il dolore. Come se non bastassero i problemi di salute, nel corso del 1916 il musicista venne condannato a pagare la somma di trentamila franchi
non più versati alla prima moglie, Lily, dal 1910. Nonostante le precarie condizioni nel 1917 Debussy riuscì ancora a tenere diversi concerti per beneficenza, l'ultimo a Biarritz, il 14 settembre.

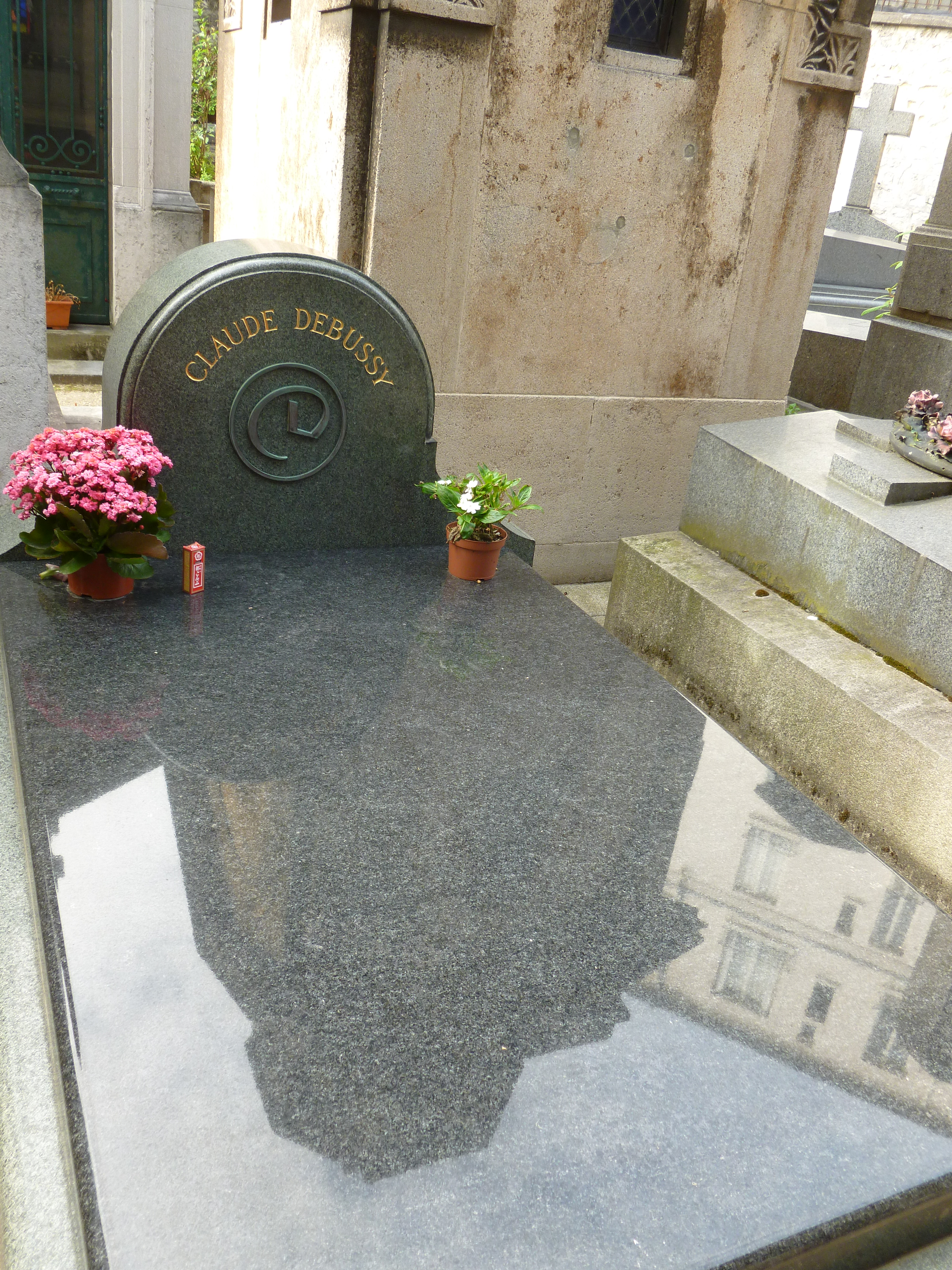
Tomba di Claude Debussy al cimitero di Passy

Claude Debussy morì a Parigi il 25 marzo del 1918, alle 22:15, per il cancro del colon-retto da cui era afflitto da diversi anni, mentre l'esercito tedesco bombardava la città con il cannone a lunga gittata Parisgeschütz. Era solo otto mesi prima che la vittoria venisse dichiarata in Francia. In quel momento la situazione militare francese era considerata critica, e questa circostanza non permise che gli fosse dato l'onore dei funerali di Stato, o di cerimoniose orazioni al momento della sepoltura, o celebrazioni delle sue opere.
Nel disperato clima bellico che si respirava al tempo in Francia, la sua processione funebre si tenne in maniera veloce e sobria per le vie deserte della città, fino al cimitero di Père-Lachaise: vi parteciparono non più di venti persone, tra cui Paul Dukas e l'editore Durand. Solo dopo la fine della guerra, otto mesi dopo, fu possibile celebrarne degnamente la morte e poco dopo il suo corpo venne traslato nel cimitero di Passy, dietro il Trocadéro, dove attualmente riposa tumulato insieme con la moglie Emma, morta nel 1934, e con la figlia Chou-chou, la quale invece sopravvisse al padre per nemmeno un anno, perendo a soli tredici anni (1919) durante un'epidemia di difterite.
La morte di Debussy, come anche l'intera prima guerra mondiale, coincisero con la fine del periodo denominato Belle Époque, che testimoniava lo sbocciare a Parigi di innovazioni, nuovi stili di vita e di nuove esperienze artistiche.
La Francia ha, fin dal principio, riconosciuto e celebrato il genio musicale di Debussy, onorandolo come uno dei suoi più stimati figli. Dal 1980 fino all'introduzione dell'euro nel 2002, il suo volto ha campeggiato sulla banconota da 20 franchi. Nel 2010 gli è stato intitolato il cratere Debussy sul pianeta Mercurio.

## Lo stile
(Erik Satie)

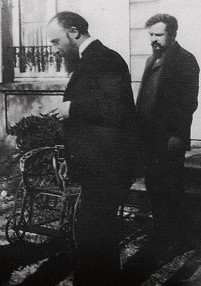
Erik Satie e Debussy, Parigi, 1910

La musica di Debussy presenta influenze sia nazionali (Charles Gounod, César Franck, Jules Massenet, Gabriel Fauré, Erik Satie), sia internazionali (Fryderyk Chopin per il pianoforte, Modest Petrovič Musorgskij per l'antiaccademismo e per l'uso della modalità, Giovanni Pierluigi da Palestrina per l'arabesco). Debussy, pur apprezzando la musica di Wagner, è stato, soprattutto per la sua avversione al titanismo, un antiwagneriano come la maggior parte dei suoi connazionali. Soprattutto dopo il suo secondo soggiorno a Bayreuth si allontanò dalla concezione wagneriana sostenendo che da quel tipo di musica non poteva nascere un vero rinnovamento. Tuttavia è vicino alla sua musica per quanto riguarda la concezione del discorso musicale aperto e continuo; questo in Wagner si traduce con la cosiddetta "melodia infinita", che è tuttavia vincolata all'armonia tonale, mentre in Debussy il discorso musicale è costruito con piccole immagini balenanti in continuo rinnovamento, ma indipendenti tra loro grazie all'appoggio a un linguaggio armonico non vincolante e fatto di espedienti extratonali volti all'ambiguità, come la scala esatonale (per toni interi) in cui i rapporti tensiodistensionali, dati dall'alternanza di tono e semitono, vengono meno, essendo essa composta da intervalli identici. Rudolph Réti ha dichiarato che l'impresa di Debussy fu la sintesi della "tonalità melodica" a base monofonica con le armonie, sebbene diverse da quelle della "tonalità armonica".
Lo stile di Debussy oscilla inizialmente tra una scrittura che risente dei modelli del Barocco e del primo classicismo (notevoli in questo senso le influenze da Rameau, Couperin, Frescobaldi, Scarlatti e Bach) e la scrittura chopiniana, il tutto riveduto in maniera eclettica. La sua vera cifra appare dopo le frequentazioni dell'ambiente artistico simbolista che per lui fu veramente una scuola. Il simbolismo, se è fondamentale per comprendere l'evoluzione della sua arte, non è però sufficiente a delineare completamente la musica di Debussy: il compositore, infatti, scriveva le sue opere per un'intima necessità, rinnovando il linguaggio musicale al di là di ogni scuola o suggestione predefinita. La sua musica è stringata, non pomposa e colossale, puntando alla brevità aforistica alla maniera degli impressionisti e dei simbolisti; come loro, inoltre, Debussy ricerca l'innovazione nell'esotismo. Debussy compie quindi una sintesi tra estetica classica e modernismo, grazie a un contrappunto innovativo e a dinamiche molto curate, privilegia il colore timbrico sulla linea melodica, sceglie preferibilmente sonorità lievi e luminose (acute), elabora una scrittura ritmica estremamente complessa, ma dall'andamento fluttuante e sospeso che reinventa il modo di suonare il pianoforte.
Diverse opere di Debussy si basano secondo alcuni studi sulle proporzioni della sezione aurea, ovvero sul rapporto a:b=(a+b):a, rintracciabili negli astratti principi di simmetria musicale ed aritmetica su cui il compositore usava basare le sue eteree e smaterializzate composizioni. L'esempio più tipico di questo rigore compositivo sono La Mer e il primo movimento dei Nocturnes, Nuages.

## Composizioni

### Composizioni per pianoforte

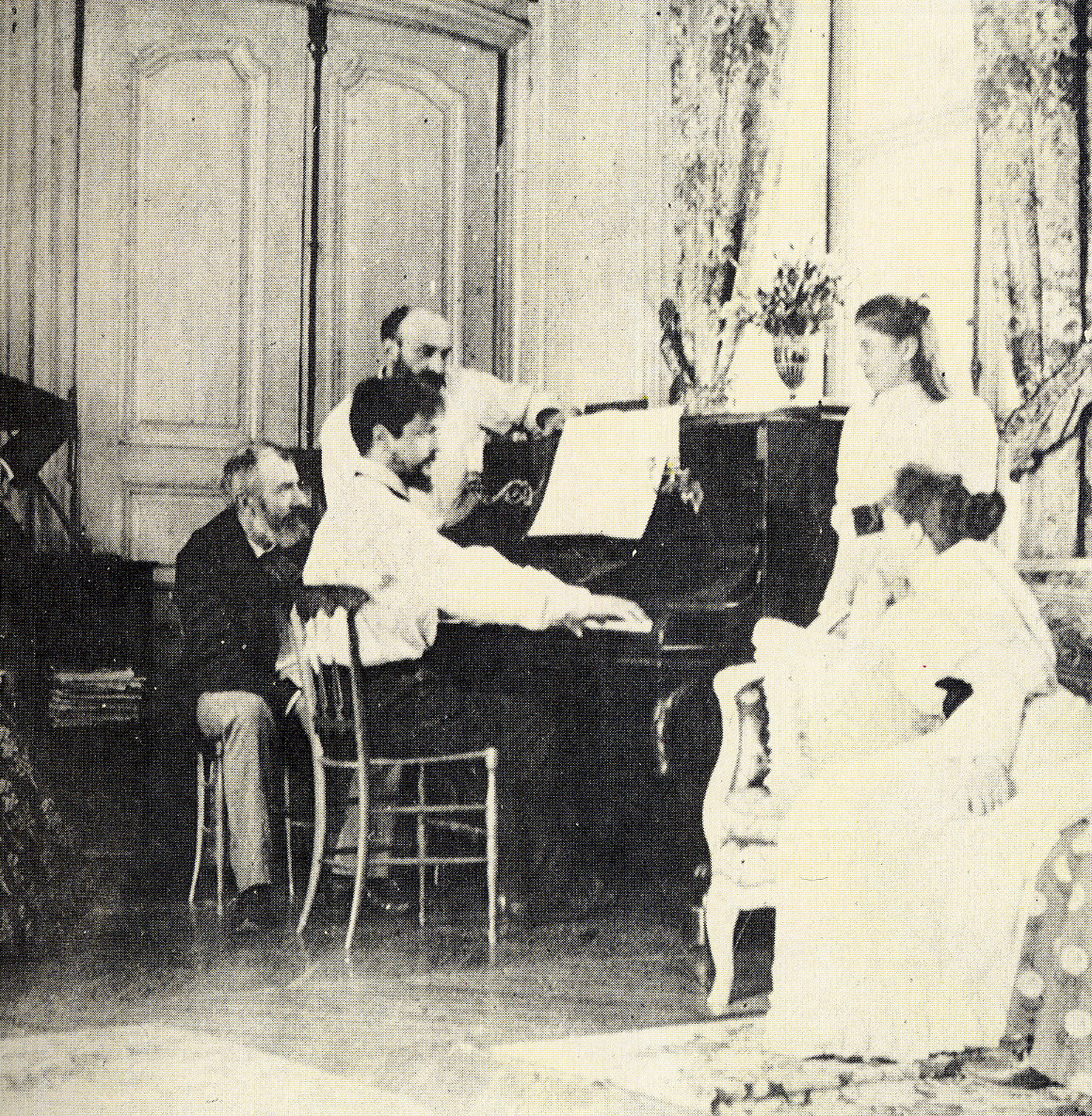
Debussy al pianoforte nel 1893 a casa di Ernest Chausson.

Debussy scrisse molta musica per pianoforte e s’impegnò a sfruttare tutte le potenzialità timbriche ed espressive di tale strumento che prediligeva più di ogni altro. I brani più importanti del suo primo periodo sono opere che si ispirano alla poesia di Verlaine come la Suite bergamasque (1890-1905) che comprende il celeberrimo Clair de lune, Images oubliées (1894) e Pour le piano (1894-1901).
Nella prima serie di Images (1901-1905) evoca tonalità che erano raramente state udite in lavori di suoi contemporanei, come ad esempio frasi che ricordano lo sciabordio dell'acqua nel primo brano Reflets dans l'eau o come l'omaggio all'influenza di Jean-Philippe Rameau in una lenta e misteriosa danza di corte nel secondo brano Hommage à Rameau. Ne L'isle joyeuse (1903-1904) si ispira a un quadro di Antoine Watteau creando un brano elegante in cui unisce nella musica forza e grazia.
Debussy cominciò ad associare la sua musica con impressioni visuali dell'Oriente, Spagna, paesaggi, e altro, in una sequenza di messe in scena di brevi composizioni. Ciò può essere ascoltato nel volume di brani conosciuto come Estampes, composto nel 1903 e che raggruppa brani opportunamente intitolati, ad esempio Pagodes che evoca una sensazione d'Oriente e di magnifiche pagode con le loro solenni torrette. Il secondo brano in Estampes dal titolo La soirée dans Grenade rammenta vividamente un'atmosfera spagnola.
Pure nella sua famosa Children's Corner per pianoforte, che scrisse per la sua amata figlia che chiamava Chou-chou, si suggeriscono suggestioni dall'Oriente e si nota anche una nuova ondata di influenza jazz nel suo pezzo Golliwogg's Cake-walk; al tempo stesso Debussy si diverte alle spalle di Richard Wagner con una citazione di un tema dal Tristano e Isotta.
L'ultimo volume degli Études (1915) similmente interpreta varietà di stili e trame, meramente come esercizi pianistici, e comprende brani che sviluppano all'estremo forme irregolari come anche altri influenzati dai lavori del giovane Stravinskij (presenza anche nella suite En blanc et noir per due pianoforti, 1915).
Il progettato gruppo di sei sonate per pianoforte fu bruscamente interrotto dalla morte del compositore. 
- - Préludes I e II
  - Images I e II
  - Children's Corner (orchestrato da André Caplet)
  - Estampes
  - Suite bergamasque
  - Études
  - Deux arabesques
  - Pour le piano
  - Valse romantique
  - Rêverie
  - Nocturne
  - Mazurka
  - L'isle joyeuse
  - Masques
  - D'un cahier d'esquisses
  - Hommage à Haydn
  - La plus que lente
  - La boîte à joujoux (balletto, orchestrazione terminata da André Caplet; postumo)
  - Berceuse héroïque
  - Danse o Tarantelle styrienne (orchestrato da Maurice Ravel)
  - Le petit nègre
- Per pianoforte a quattro mani
  - Petite suite
  - Marche écossaise sur un thème populaire
  - Six épigraphes antiques
- Per due pianoforti
  - Prélude à l'après-midi d'un faune
  - Lindaraja
  - En blanc et noir

### Composizioni per orchestra
- Printemps (1887)
- Prélude à l'après-midi d'un faune (1894)
- Nocturnes (Nuages, Fêtes, Sirenes) (1899)
- La mer (1905)
- Images: Gigues, Ibéria, Rondes de printemps (1913)
- Marche écossaise sur un thème populaire
- Fantaisie per pianoforte e orchestra (1889-1890)
- Danses pour harpe chromatique et orchestre d'instruments à cordes (1904)
- Première rhapsodie per clarinetto e orchestra (1909-1910)
- svariate trascrizioni di brani propri o altrui.

### Composizioni teatrali
- Rodrigue et Chimène (incompiuta)
- Pelléas et Mélisande
- Le diable dans le beffroi (incompiuta)
- La chute de la maison Usher (incompiuta)

### Balletti e musiche di scena
Il balletto Jeux (1912-1913) contiene alcune delle più notevoli innovazioni nell'armonia che va al di là di ogni modulazione tradizionale; la musica è fluttuante e apparentemente priva di legami in una forma che si muove liberamente al di sopra del suo proprio spazio. Debussy non amò molto il soggetto di Vaclav Nižinskij,  il balletto ebbe per di più uno scarso successo, cancellato subito dallo scandalo suscitato pochi giorni dopo da La sagra della primavera di  Stravinskij.
Altri successivi lavori teatrali, come i balletti Khamma (1911-1912) e La boîte à joujoux (1913), non furono totalmente orchestrati da Debussy. Le martyre de Saint Sébastien (1911), musiche di scena su testo di Gabriele D'Annunzio, è da ricordare per il sostegno a un'antica atmosfera modale che era altrimenti sfiorata solo in brevi pezzi per piano (ad esempio La cathédrale engloutie). Le palais du silence ou No-Ja-Li (1913-1914) è un balletto incompiuto di cui restano solo poche pagine.
- Le martyre de Saint Sébastien
- Khamma
- Jeux
- La boîte à joujoux
- Le palais du silence ou No-Ja-Li

### Musica da camera
Tra le composizioni dedicate alla musica cameristica è da ricordare Syrinx (1913) per flauto solo, uno dei brani più noti dedicati a questo strumento. La rarefazione degli ultimi lavori per pianoforte è presente anche nella Sonata per flauto, viola e arpa (1915), nonostante la sonata e i pezzi ad essa simili ricatturino anche il classicismo inquisitivo ispirato dalle poesie di Verlaine. 
- Trio per pianoforte e archi in Sol magg.
- Quartetto per archi in Sol min. op. 10
- Rapsodia per sassofono e pianoforte (orchestrata nel 1919 da Roger Ducasse)
- Première rhapsodie per clarinetto e pianoforte in Si bemolle magg.
- Petite pièce pour clarinette et piano
- Syrinx per flauto solo
- Sonata per violoncello e pianoforte
- Sonata per flauto, viola e arpa
- Sonata per violino e pianoforte

### Composizioni corali
- Invocation
- L'enfant prodigue (Il figliuol prodigo), scena lirica in 3 parti per soprano, tenore, baritono, coro ad libitum e orchestra
- La Damoiselle élue, per voci femminili, coro e orchestra
- Trois chansons de Charles d'Orléans, per coro di voci miste a cappella
- Noël des enfants qui n'ont plus de maison
- Ode à la France

### Composizioni vocali
- Nuit d'etoiles
- Beau soir
- Fleur des blés
- Mandoline
- Trois poèmes de Stéphane Mallarmé
- Trois ballades de François Villon
- Le promenoir des deux amants
- Trois chansons de France
- Trois chansons de Bilitis
- Proses lyriques
- Fêtes galantes I e II
- Deux romances I e II
- Trois mélodies
- Dans le jardin
- Les angélus
- Cinq poèmes de Baudelaire
- Ariettes oubliées
- Musique
- Quatre mélodies pour Mme Vasnier
- Rondeau
- Zéphyr
- Paysage sentimental
- Voici que le printemps
- La belle au bois dormant

### Scritti
- Monsieur Croche et autres écrits, a cura di F. Lesure, Parigi, Gallimard, 1987. (Traduz. parz. in Il signor Croche antidilettante, ed. Studio Tesi, Roma, 1986)
- Correspondance 1872-1918, edizione a cura di François Lesure e Denis Herlin, Parigi, Gallimard, 2005